# Blepharipa limitarsis
Blepharipa limitarsis là một loài ruồi trong họ Tachinidae.